# Saint-Pierre (Martynika)
Saint-Pierre – nadmorskie miasto na Martynice, położone w północno-zachodniej części wyspy, u podnóża wulkanu Montagne Pelée, 31 km na północ od stolicy Fort-de-France. Ludność 4539 osób (2007); powierzchnia 38,72 km²; gęstość zaludnienia 117,2 os./1 km².
Miasto zostało założone w 1635 przez Pierre’a Belaina d’Esnambuca. Aż do początku XX wieku było głównym ośrodkiem gospodarczym wyspy. Miasto uległo jednak całkowitemu zniszczeniu w wyniku wybuchu wulkanu Montagne Pelée 8 maja 1902. Na miasto spadła wówczas chmura gorącego popiołu wulkanicznego, tzw. nuée ardente. Zginęli wówczas niemal wszyscy z ponad 30 tys. mieszkańców. Jedną z 3 osób, które przeżyły ten wybuch, był więzień Louis-Auguste Sylbaris. Miasto zyskało sobie wówczas przydomek „grobowiec Karaibów”.
Obecnie miasto jest ważnym ośrodkiem ruchu turystycznego, a główne atrakcje stanowią wulkan Montagne Pelée i ruiny zniszczonego Saint-Pierre. Nieduży port obsługuje ruch turystyczny, wywóz cukru i rumu. W mieście znajduje się też muzeum i laboratorium geologiczne.